# 伊斯梅洛沃 (列宁区)
伊斯梅洛沃（羅馬化：Izmaylovo）是俄罗斯莫斯科州的市级镇，属州辖市维德诺耶市（列宁城市区），地处莫斯科州中部，在区行政中心维德诺耶西北、州府莫斯科南侧。伏尔加河流域内帕赫拉河一小支流比察河（Битца）从镇南侧流过。
2019年设市级镇，此前为镇。该地2021年人口1,396人，2002年人口1,685人。